# MAP3K13
MAP3K13 («митоген-активируемая белковая киназа киназы киназы 13»; англ. mitogen-activated protein kinase kinase kinase 13, MLK ) — цитозольная серин/треониновая протеинкиназа семейства MAP3K, продукт гена MAP3K13. 

## Структура
MAP3K13 состоит из 966 аминокислот, молекулярная масса 108,3 кДа. Вторичная структура включает SH3-домен и белковый мотив лейциновая застёжка-молния. При активации белок димеризуется. Описано 5 изоформ белка, образующиеся в результате альтернативного сплайсинга, также предполагается существование ещё 5 изоформ.

## Функция
Белок, кодируемый геном MAP3K13, также обозначается MLK. Член семейства MAP3K серин/треониновая протеинкиназ. MLK содержит двойной белковый мотив лейциновая застёжка-молния, который участвует в димеризации и олигомеризации киназы. Активирует киназу MAPK8/JNK1 и MAP2K7/MKK7, что предполагает его участие в регуляции внутриклеточного сигнала JNK. Действует вместе с пероксиредоксином PRDX3 в процессе регуляции активации транскрипционного фактора NF-κB в цитозоле. 

## Взаимодействия
MAP3K13 взаимодействует с ферментом пероксиредоксином PRDX3.